# Universidad Estatal de California, San Bernardino
La Universidad Estatal de California, San Bernardino (California State University, San Bernardino) o CSUSB es una institución pública de educación superior localizada en la ciudad de San Bernardino en el estado Norteamericano de California.
La universidad forma parte del conjunto universitario llamado la Universidad Estatal de California. Este conjunto está compuesto por 23 campus a través de California.